# Pipturus arborescens
Pipturus arborescens är en nässelväxtart som först beskrevs av Heinrich Friedrich Link, och fick sitt nu gällande namn av Charles Budd Robinson. Pipturus arborescens ingår i släktet Pipturus och familjen nässelväxter. Inga underarter finns listade i Catalogue of Life.

## Bildgalleri

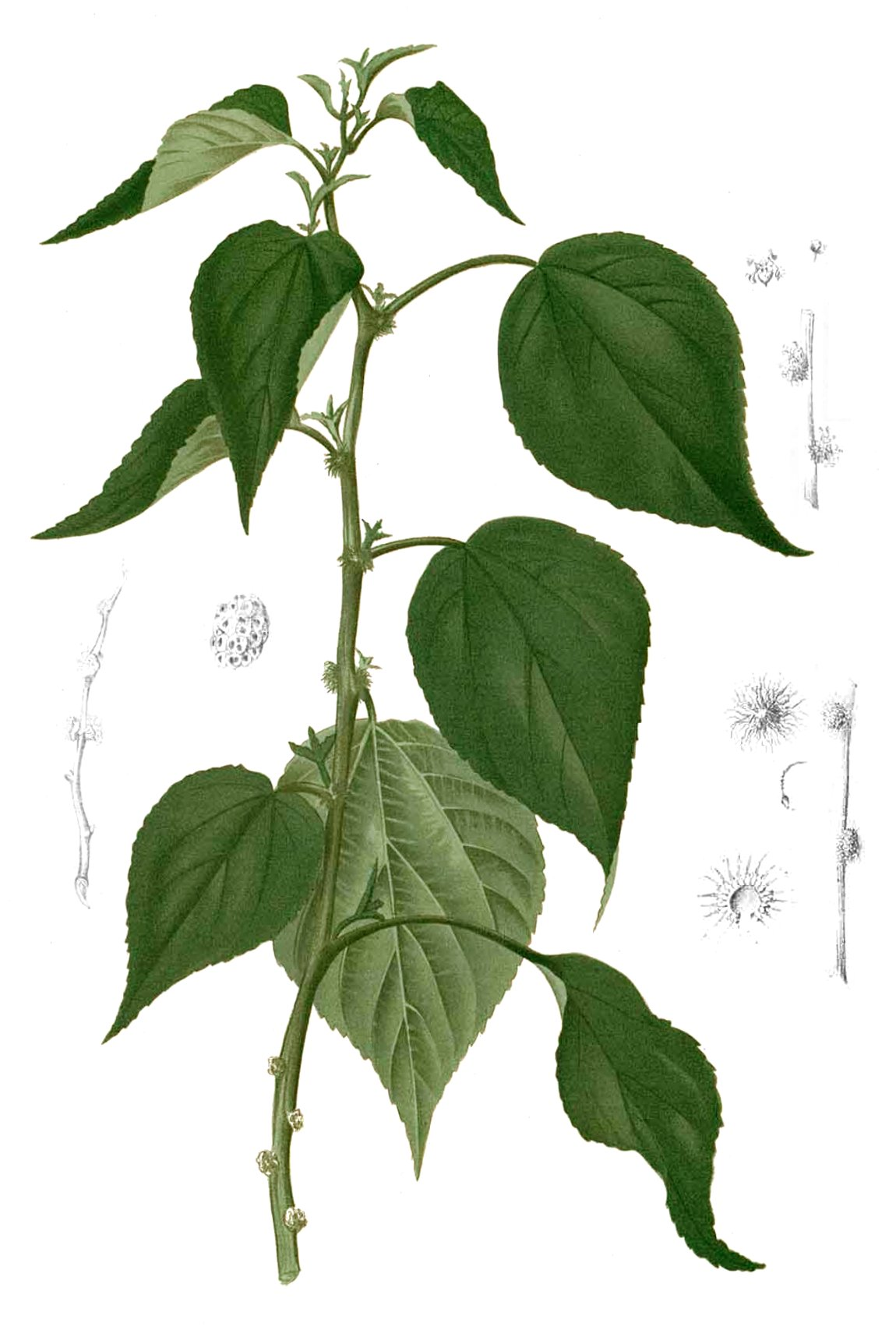
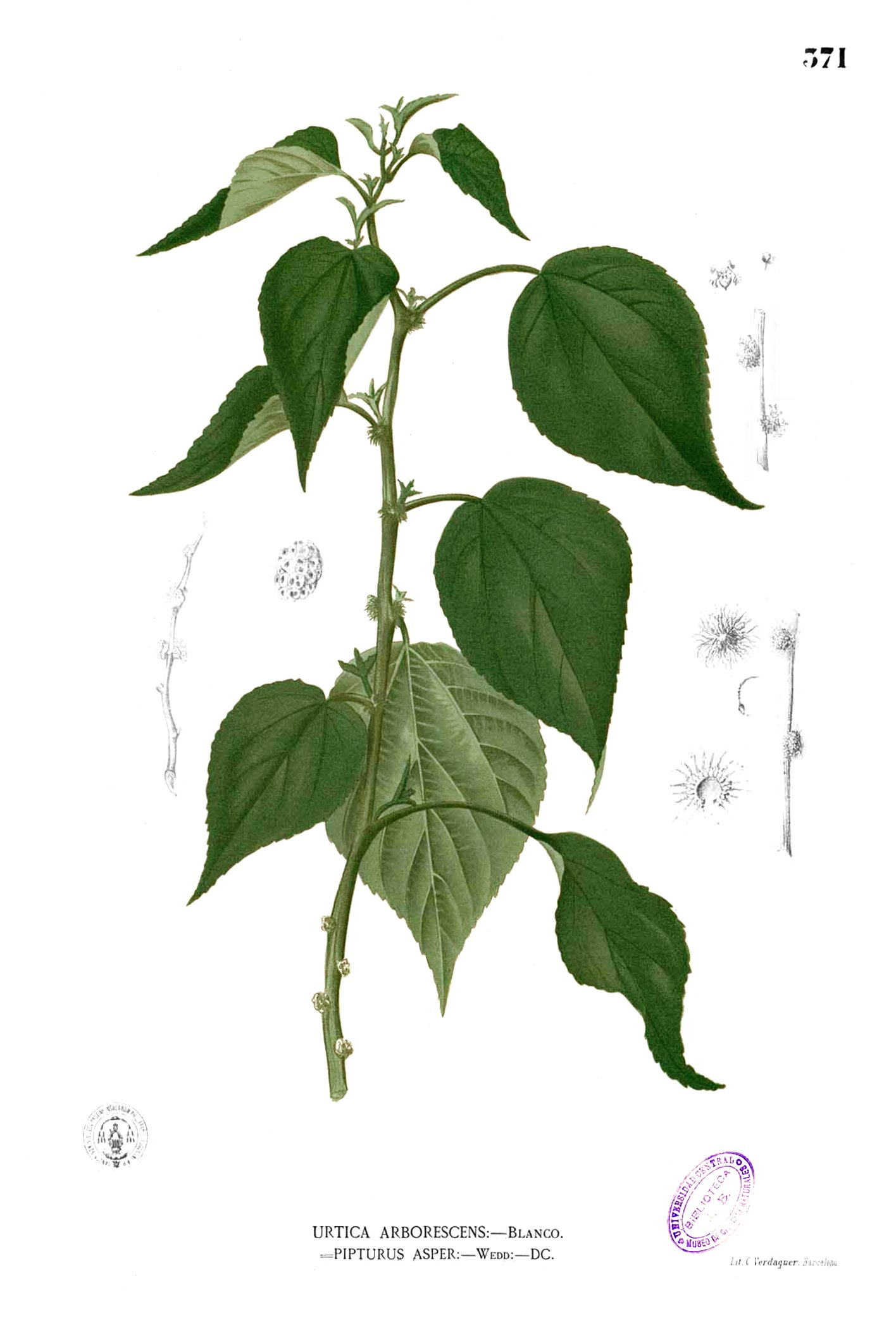